# Scopula gazellaria
Scopula gazellaria là một loài bướm đêm trong họ Geometridae.